# Elobey, Annobón e Corisco

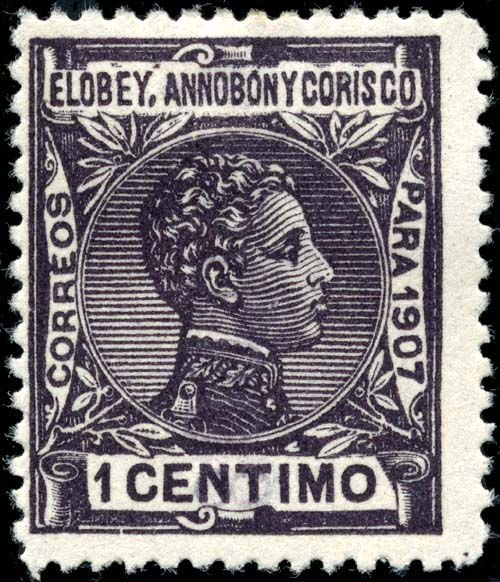
Selo de um centavo da colónia, 1907.

Elobey, Annobón e Corisco foi uma colónia espanhola na África, que incluía as ilhas de Elobey Grande, Elobey Chico e Corisco, localizadas na baía de Corisco, e a de Annobón (Ano Bom) a sudoeste de São Tomé e Príncipe. Tinha área total de 36 km² e população estimada em 1910 de 2950 residentes. Dependia do governador geral com sede em Santa Isabel que contava com subgovernadores em Annobón e em Elobey Chico. Em 1926 esta colónia foi unificada com Fernando Pó e a Guiné Continental Espanhola para formar a Guiné Espanhola.

## Filatelia
Esta colónia é famosa para os filatelistas aficionados por ter emitido os seus próprios selos, de 1903 até 1910; o primeiro selo tinha um perfil do jovem Afonso XIII, e 18 valores, desde 1/4 de centavo até 10 pesetas. Os valores de 1 centavo a 10 pesetas foram reimpressos em 1905.